# Ньютон-ле-Віллоус
Ньютон-ле-Віллоуз (англ. Newton-le-Willows) — ринкове містечко в столичному районі Сент-Хеленс, Мерсісайд, Англія. Населення за переписом 2011 році становило 22,114 чол.,. Ньютон-ле-Віллоус знаходиться на східній околиці Сент-Хеленс, на південь від Вігана та на північ від Воррінгтона.
Містечко Ньютон історично було здебільшого пасовищним угіддям, гірничодобувна промисловість з часом поширювалася з півночі та заходу. Містечко (у той час його часто називають Ньютоном у Мейкерсфілді) задокументовано принаймні з 12 століття. На початку 19 століття в містечку відбувся значний розвиток міст для підтримки будівництва Ліверпульської та Манчестерської залізниці. Наявність каналу Санкі, що проходить через долину Санкі, викликало необхідність будівництва віадука Санкі Джорджем Стефенсоном, і місто Ерлстаун розвинулося навколо промислових заводів. Ерлстаун поступово став адміністративним і комерційним центром містечка, а історичний ринок і ярмарки перемістилися на спеціально побудовану площу.

## Історія
До норманського завоювання Ньютон був головою сотні. Сотня Судного дня була оцінена в п’ять гайд, одна з яких включала Ньютона. Господарем садиби був Едуард Сповідник після його смерті в 1066 році. Сотню Ньютона згодом об'єднали з сотнями Воррінгтона та Дербі, щоб сформувати сотню Вест-Дербі.